# Duvaucelia striata
Tritonia striée
Espèce
Synonymes
- Tritonia striata Haefelfinger, 1963[1]

Duvaucelia striata, communément appelé la Tritonia striée[réf. nécessaire], est une espèce de mollusques nudibranches de la famille des Tritoniidae. Le corps de ce mollusque est blanc, légèrement translucide, et strié de lignes noires longitudinales sur le dos et les flancs. Il s'agit d'un petit nudibranche mesurant 20 mm au maximum. L'espèce est probablement endémique du bassin occidental de la Méditerranée.

## Systématique
L'espèce Duvaucelia striata a été initialement décrite en 1963 par le zoologiste suisse Hans-Rudolf Haefelfinger (d) (1929-) sous le protonyme de Tritonia striata. Ce dernier taxon est désormais considéré comme invalide par le WoRMS.

## Distribution et habitat
Duvaucelia striata est présente dans la partie occidentale de la Méditerranée, il s'agit du seul lieu à partir duquel elle est connue, elle en est donc probablement endémique. Elle a été observée des côtes catalanes jusqu'au détroit de Gibraltar, ainsi qu'aux îles Baléares. Cette espèce vit dans des eaux de faible profondeur, jusqu'à environ 40 m, sur des fonds rocheux et au milieu des algues coralligènes,,.

## Description
Duvaucelia striata mesure 20 mm au maximum, la plupart des spécimens observés sont plus petits. Le corps est allongé et mince, de forme quadrangulaire, il se termine par une queue pointue. Le pied est d'une largeur comparable à celle du dos. Le corps possède une coloration crème ou blanc translucide qui laisse parfois voir les organes rougeâtres, des lignes noires strient le dos et les flancs dans le sens de la longueur,. Ces lignes sont généralement au nombre de trois sur le dos, leur nombre est plus variable sur les flancs et sur le pied : elles sont parfois discontinues. La tête se caractérise par le voile oral blanc sur lequel sont situés six tentacules oraux blancs mais opaques. Deux rhinophores gaînés sortant de fourreaux sont visibles sur le dessus de la tête ; ils sont translucides à leur base et opaques au sommet. Un bouquet de petites extensions est présent sur chacun des rhinophores, à une hauteur qui correspond au sommet des fourreaux. Quatre à six paires de panaches branchiaux sont disposées sur la crête dessinée par le manteau, elles s'apparentent à des plumeaux,. Des marques noires sont souvent présentes à leur base. L'anus et les orifices génitaux sont situés sur le flanc droit, respectivement entre la deuxième et troisième paire de panaches branchiaux, et entre la première et deuxième paire.
Duvaucelia striata ressemble à d'autres espèces présentes dans la même zone de distribution et issues de genres apparentés. Tritonia manicata s'en différencie par sa coloration opaque et par la présence de taches rouges, brunes, vertes ou noires sur le dos ; Tritonia lineata ne possède pas de lignes noires sur le dos ; Tritonia plebeia mesure jusqu'à 30 mm et des marques brunes sont visibles sur son manteau ; enfin, la coloration de Tritonia nilsodhneri est brune ou rose ou blanc de lait, les lignes noires sont absentes.

## Biologie

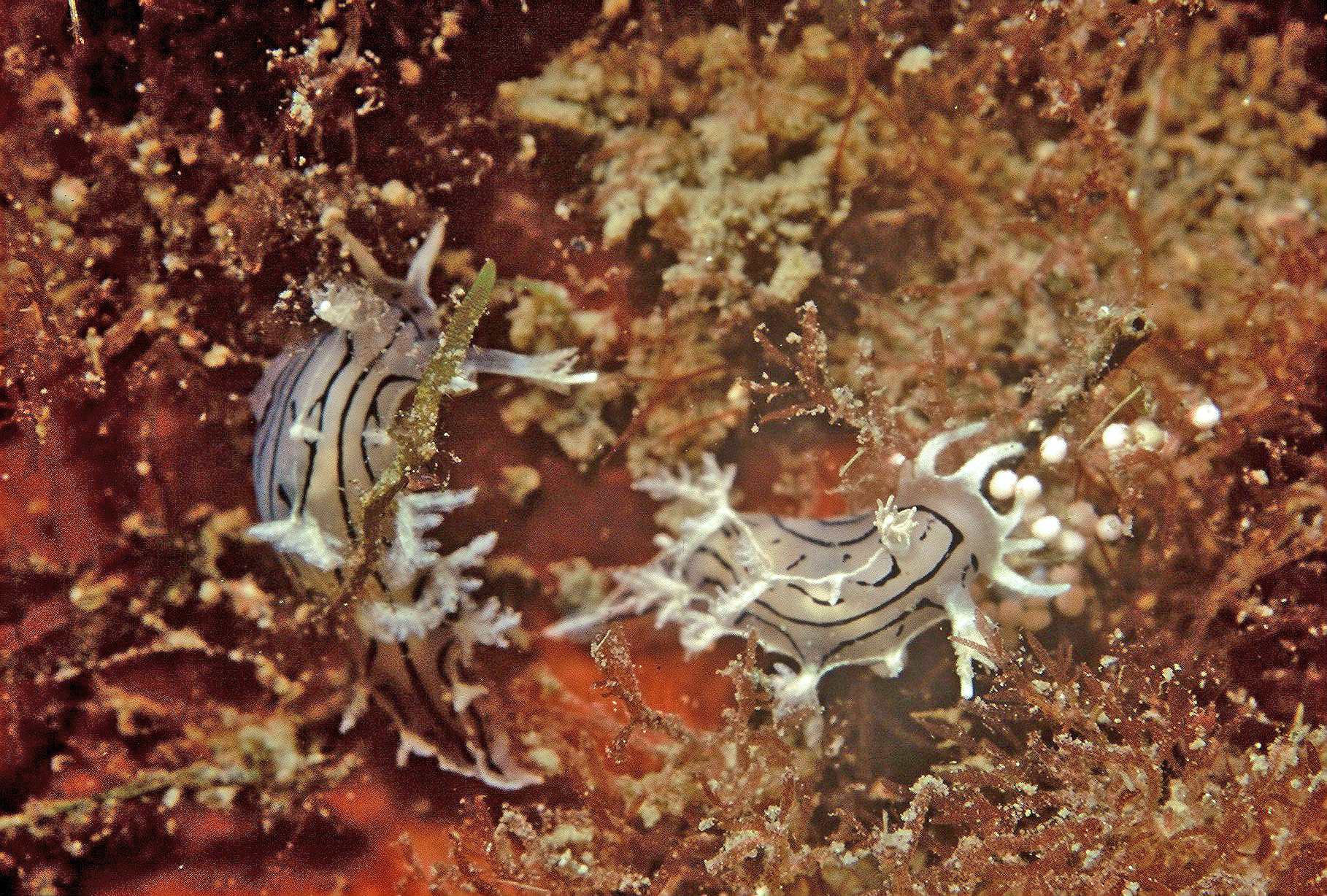
Deux spécimens à proximité d'œufs du cnidaire Maasella edwardsii, dont ils se nourrissent.

Duvaucelia striata se nourrit de cnidaires qu'elle attaque à l'aide sa radula ; elle apprécierait les polypes d'alcyonnaires tels que Paralcyonium spinulosum,. Elle a été observée sur les polypes et les œufs de Maasella edwardsii.
Comme les autres nudibranches, cette espèce est hermaphrodite : la ponte (ou « oothèque ») est supposée prendre la forme d'une spirale d’œufs blanchâtres déposée sur les branches des polypes,.

## Publication originale
- Hans-Rudolf Haefelfinger, « Remarques biologiques et systematiques au sujet de quelques Tritoniidae de la Mediterranée (Moll. Opisthobranchia) », Revue suisse de zoologie, MHNG, vol. 70,‎ avril 1963, p. 61–76 (ISSN 0035-418X, DOI 10.5962/BHL.PART.117920, lire en ligne).